# کریپتون
کریپتون (به انگلیسی: Krypton) یک عنصر شیمیایی با نشانهٔ Kr، عدد اتمی ۳۶ و جرم اتمی ۸۳٫۸۰ است. این عنصر شش ایزوتوپ پایدار و چند ایزوتوپ ساختگی پرتوزا دارد. همچنین این عنصر از گروه گازهای نجیب و تناوب چهارم جدول تناوبی، گازی است بی‌رنگ، بی‌بو و ۱٫۱۸ مرتبه از هوا سنگین‌تر است. نام آن از واژهٔ کریپتوس (kryptos به معنای مخفی) گرفته شده‌است زیرا مدت زیادی کشف نشده باقی مانده بود. این گاز قابل سوختن و سمی نیست. در دمای نیتروژن مایع بر اثر تخلیه الکتریکی با فلوئور ترکیب می‌شود و KrF۲ و KrF۴ می‌دهد که در دمای معمول تجزیه می‌شود. به میزان ۰٫۰۱۰۸ درصد هوا را تشکیل می‌دهد و بر اثر تخلیهٔ الکتریکی نیز نور بنفش کم رنگ ایجاد می‌کند.

## تهیه
از تقطیر جزء به جزء هوای مایع.

## کاربرد
برای پر کردن لامپ‌های فلوئورسنت ، لامپ‌های معمولی برق، لامپ‌های ویژه دیگر، لیزر و عکسبرداری با سرعت زیاد.

## نگارخانه

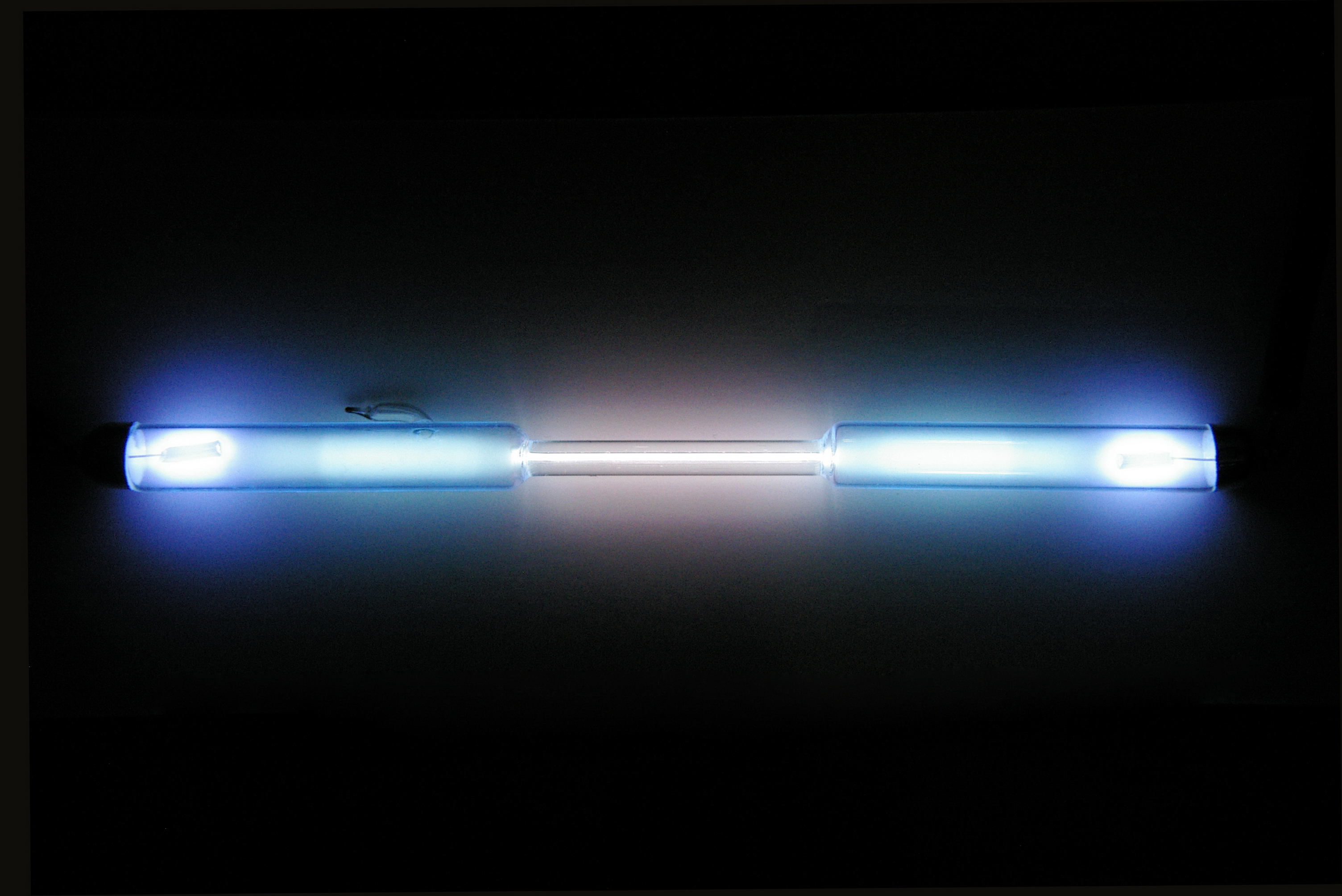
طیف لامپ تخلیه پر شده توسط گاز نجیب کریپتون